# 안병근
안병근(安柄根, 1962년 2월 23일~)은 대한민국의 유도 선수, 지도자이다. 1984년 하계 올림픽에서 남자 라이트급 금메달을 획득했으며 세계 선수권 대회에서 금메달 1개를 획득했다.

## 생애
대구시 북구에서 출생하였으며, 대구옥산초등학교, 대구중앙중학교와 계성고등학교를 졸업하였다.
1984년 로스앤젤레스 올림픽에 참가하여 71kg 이하급 결승전에서 전 모스크바 올림픽 챔피언 이탈리아의 에치오 감바를 꺾고 금메달을 획득하였다.
이후에도 1985년 세계 선수권 대회, 1986년 아시안 게임에서도 같은 무게급 타이틀을 보유하였다. 1988년 서울 올림픽에도 참가하였지만, 아깝게 탈락하고 말았다.
1992년 바르셀로나 올림픽에는 코치로서 참가하였고, 현재는 전문적 유도 감독으로 활약하고 있다.

## 수상

### 수훈
- 체육훈장 청룡장(1984년 8월 15일)

## 학력
- 대구옥산초등학교 졸업
- 대구중앙중학교 졸업
- 계성고등학교 졸업
- 용인대학교 무도대학 유도학 학사
- 명지대학교 대학원 체육학 석사
- 성균관대학교 대학원 체육학 박사